# دستنبو
دستنبو (نام علمی: Cucumis melo var. dudaim) میوه‌ای است خوشبو. اندازهٔ آن تقریباً به اندازه یک کف دست است. به رنگ نارنجی مایل به قهوه‌ای می‌باشد. در ابتدای رشد سبز می‌نماید و به مرور زمان در اثر تابش خورشید بدین رنگ در می‌آید.
این میوه خوراکی بوده اما بیشتر شهرت آن به خاطر بوی خوشیست که دارد.
در منابع تاریخی خاستگاه دستنبو ایران دانسته شده است
در خراسان رضوی، سیستان (به اسم بنگارکbengarak)، آذربایجان، کردستان و کرمانشاه، ایلام و منطقه سنقر و کلیایی به‌طور سنتی، کشاورزان قدیمی در بینابین هندوانه و سایر محصولاتشان این گیاه را نیز می‌کاشته‌اند. در برخی مناطق افغانستان به آن اندَلَک می‌گویند. در بیشتر مناطق ایران به آن «شَمامه» می‌گویند، این اسم به مناطق کردستان، کرمانشاه و ایلام محدود نشده و در برخی از مناطق آذربایجان نیز به اسم " شاماما " رایج است.
در ایلام از آن با نام شمامه  یاد می‌شود.
و در لرستان با اندکی تغییر آن را شمومه (shamooma) تلفظ می‌کنند.
واژه شمامه طبق لغتنامه عمید و کمبریج عربی بوده و به معنی خربزه است. در روستاهای مازندران نیز به آن بسابین یا بصابین می‌گویند.

## دستنبو در ادبیات
از خاقانی:
| سرخ‌جامی چون شفق در دست و آنگه در صبوح |  | لخلخه از صبح و دستنبو ز اختر ساختند |

از ناصرخسرو:
| همه گفتار خوب و بی کردار |  | بی‌مزه و بس نکو چو دستنبو |

از لاادری:
| داد دستنبو به دستم یار و دستم بو گرفت |  | وه چه دستنبو که دستم بوی دست او گرفت |

یا در جای دیگری آمده‌است:
| یار دستنبو به دستش بود و دستنبو به دستم داد و |  | دستم بوی دستمبوی دستِ او گرفت   |
| من به قربان چنان دستی که دستنبو بدستم داد     |  | و دستم بوی دستنبوی دست او گرفت |

همچنین بیت‌های زیر نیز کاربرد اغراق‌آمیز کلمه «دستنبو» را نشان می‌دهد:
| یار زیباروی، دستنبو به دستم داد و دستم بو گرفت |  | وه چه دستنبو که دستم بوی دستنبوی دست او گرفت |

و:
| از عطر آغوشت لباسم بو بگیرد  |  | بوی خوش بابونه و لیمو بگیرد   |
| باغ تفرج، باغ بی‌میوه چه حاصل |  | گیرم که دستم بوی دستمبو بگیرد |